# Seyhan-Talsperre
Der Seyhan-Staudamm (türkisch Kozan Barajı) liegt nördlich der südtürkischen Stadt Adana und dient der Stromerzeugung, Bewässerung und dem Hochwasserschutz.
Er wurde von 1953 bis 1956 gebaut und wurde durch Erdaufschüttungen gebildet.
Die Dammhöhe beträgt 53,2 m. Das Dammvolumen liegt bei 7,5 Mio. m³.
Der Stausee bedeckt eine Fläche von 63 km² und besitzt ein Speichervolumen von 800 Mio. m³.
Das Wasserkraftwerk besitzt eine installierte Leistung von 54 MW. Das Regelarbeitsvermögen beträgt 350 GWh im Jahr.
In das westliche Seeufer münden die Flüsse Çakıt Çayı und Körkün Çayı. Flussaufwärts befindet sich die Çatalan-Talsperre.
Flussabwärts befindet sich im Stadtzentrum von Adana die Staustufe Eski Baraj („alter Staudamm“).
Beim Stau des Flusses Seyhan wurde die antike Stadt Augusta geflutet.